# Novela corta
Novela corta, noveleta, novelita, novelletta (en italiano), novella (en inglés) o nouvelle (en francés) es una narración de menor extensión que la de una novela, aunque sin la economía de recursos narrativos propia del cuento. Los editores y sociedades literarias comúnmente describen la novela corta como un relato que se sitúa entre las 15 000 y 50 000 palabras.

## Origen
El antecedente de la novela corta es el relato corto medieval. Julio Cortázar la definió como un «género a caballo entre el cuento y la novela».
En español, en sus inicios, la palabra «novela» se empezó a usar en el sentido italiano, novella, con el significado de un relato más breve que el romanzo, en francés roman, equivalente a la actual novela en español. Así la empleaba Miguel de Cervantes en sus Novelas ejemplares, una recopilación de novelas cortas. Para una narración más extensa se empleaba el término libro. 
Sin embargo, con el tiempo la palabra novela pasó a designar todos los relatos de extensión superior al cuento, por lo cual se hizo necesario distinguir entre novela y novela corta.
El término noveleta se usa en revistas y en el día a día desde hace décadas, si bien no está recogido en el Diccionario de la lengua española. También hay tendencia a considerar la noveleta un tipo de novela corta aún más corta situándola —según diferentes criterios— entre las 7500 y 15 000 palabras.
En la literatura rusa, la novela corta se denomina póvest como, por ejemplo, las obras de León Tolstói La muerte de Iván Ilich y Hadji Murat.